# 영차 홀드
영차 홀드(영어: Zero-order hold, ZOH)는 일반적인 디지털-아날로그 변환회로 (DAC)에 의해 이루어지는 실제 신호 재구성의 수학적 모델이다. 즉, 각 샘플 값을 하나의 샘플 간격 동안 유지함으로써 이산 신호를 연속 시간 신호로 변환하는 효과를 설명한다. 이는 전기 통신에서 여러 응용 분야를 가지고 있다.

## 시간 영역 모델

그림 1. ZOH의 시간 영역 분석에 사용된 시간 이동 및 시간 스케일링된 rect 함수.

그림 2. 구분 상수 신호 x_{ZOH}(t).

그림 3. 변조된 디랙 콤 x_{s}(t).

영차 홀드는 시간 간격 T당 하나의 샘플을 가정하고 샘플 시퀀스 x[n]으로부터 다음 연속 시간 파형을 재구성한다.
{\displaystyle x_{\mathrm {ZOH} }(t)\,=\sum _{n=-\infty }^{\infty }x[n]\cdot \mathrm {rect} \left({\frac {t-T/2-nT}{T}}\right)}
여기서 {\displaystyle \mathrm {rect} (\cdot )}는 구형함수이다.
함수 {\displaystyle \mathrm {rect} \left({\frac {t-T/2}{T}}\right)}는 그림 1에 묘사되어 있으며, {\displaystyle x_{\mathrm {ZOH} }(t)}는 그림 2에 묘사된 구분 상수 함수이다.

## 주파수 영역 모델
위 ZOH 출력에 대한 방정식은 임펄스 응답이 구형함수와 같고, 입력이 샘플 값으로 스케일링된 디랙 델타 함수 시퀀스인 선형 시불변 필터의 출력으로도 모델링될 수 있다. 이 필터는 나이퀴스트-섀넌 표본화 정리에 의해 제안된 휘태커-섀넌 보간 공식 또는 1차 홀드나 샘플 값 간의 선형 보간과 같은 다른 재구성 방법과 비교하기 위해 주파수 영역에서 분석될 수 있다.
이 방법에서는 이산 샘플 x[n]을 나타내는 디랙 델타 함수 시퀀스 xs(t)가 로우패스 필터링되어 연속 시간 신호 x(t)를 복구한다.
비록 이것이 DAC가 실제로 하는 일은 아니지만, DAC 출력은 이러한 특성(LTI 시스템의 경우 임펄스 응답으로 완전히 설명됨)을 가진 선형 시불변 필터에 가상의 디랙 임펄스 시퀀스 xs(t)를 적용하여 모델링할 수 있다. 이는 각 입력 임펄스가 출력에서 올바른 상수 펄스를 생성하도록 한다.
샘플 값에서 연속 시간 신호를 위와 같이 정의하되, rect 함수 대신 델타 함수를 사용한다.
{\displaystyle {\begin{aligned}x_{s}(t)&=\sum _{n=-\infty }^{\infty }x[n]\cdot \delta \left({\frac {t-nT}{T}}\right)\\&{}=T\sum _{n=-\infty }^{\infty }x[n]\cdot \delta (t-nT).\end{aligned}}}
델타 함수를 시간 스케일링할 때 자연스럽게 발생하는 {\displaystyle T}에 의한 스케일링은 xs(t)의 평균 값이 샘플의 평균 값과 같도록 하여 필요한 저역 통과 필터가 1의 DC 게인을 갖도록 한다. 일부 저자들은 이 스케일링을 사용하지만, 다른 많은 저자들은 시간 스케일링과 T를 생략하여 T의 DC 게인을 갖는 저역 통과 필터 모델을 사용하여 시간 측정 단위에 따라 달라지게 한다.

그림 4. 영차 홀드 h_{ZOH}(t)의 임펄스 응답. 그림 1의 rect 함수와 동일하지만, 필터가 1의 DC 게인을 갖도록 면적이 1로 스케일링되었다.

영차 홀드는 변조된 디랙 델타 함수 시퀀스 xs(t)를 (그림 2에 표시된) 구분 상수 신호로 변환하는 가상의 필터 또는 선형 시불변 시스템이다.
{\displaystyle x_{\mathrm {ZOH} }(t)=\sum _{n=-\infty }^{\infty }x[n]\cdot \mathrm {rect} \left({\frac {t-nT}{T}}-{\frac {1}{2}}\right)}
그 결과 (그림 4에 표시된) 효과적인 임펄스 응답은 다음과 같다.
{\displaystyle h_{\mathrm {ZOH} }(t)\,={\frac {1}{T}}\mathrm {rect} \left({\frac {t}{T}}-{\frac {1}{2}}\right)={\begin{cases}{\frac {1}{T}}&{\text{if }}0\leq t<T\\0&{\text{otherwise}}\end{cases}}}
유효 주파수 응답은 임펄스 응답의 연속 푸리에 변환이다.
{\displaystyle H_{\mathrm {ZOH} }(f)={\mathcal {F}}\{h_{\mathrm {ZOH} }(t)\}={\frac {1-e^{-i2\pi fT}}{i2\pi fT}}=e^{-i\pi fT}\mathrm {sinc} (fT)}
여기서 {\displaystyle \mathrm {sinc} (x)}는 디지털 신호 처리에서 흔히 사용되는 (정규화된) 싱크함수 {\displaystyle {\frac {\sin(\pi x)}{\pi x}}}이다.
ZOH의 라플라스 변환 전달 함수는 s = i 2 π f를 대입하여 찾는다.
{\displaystyle H_{\mathrm {ZOH} }(s)={\mathcal {L}}\{h_{\mathrm {ZOH} }(t)\}\,={\frac {1-e^{-sT}}{sT}}\ }
실제 디지털-아날로그 변환회로 (DAC)가 디랙 델타 함수 시퀀스 xs(t)를 출력하지 않고 (이상적으로 저역 통과 필터링되면 샘플링 전의 고유한 대역 제한 신호가 될 것임), 대신 직사각형 펄스 시퀀스 xZOH(t) (구분 상수 함수)를 출력한다는 사실은 DAC의 유효 주파수 응답에 ZOH의 내재적인 효과가 있다는 것을 의미하며, 이는 고주파수에서 게인이 약간 롤오프되는 결과를 초래한다(나이퀴스트 진동수에서 3.9224 dB 손실, 이는 sinc(1/2) = 2/π의 게인에 해당함). 이 감소는 기존 DAC의 홀드 특성의 결과이며, 기존 아날로그-디지털 변환회로 (ADC)에 선행될 수 있는 표본화 및 유지 때문이 아니다.

## 같이 보기
- 표본화 정리
- 1차 홀드
- 선형 상태 공간 모델의 이산화 (영차 홀드 가정)